# Измаил Срезневски
Изма̀ил Ива̀нович Срезнѐвски (на руски: Измаил Иванович Срезневский) е руски филолог славист, етнограф, палеограф, професор в Санктпетербургския университет, академик на Петербургската академия на науките, откривател и издател на редица древнославянски ръкописи, сред които „Савина книга“.

## Трудове
- Святилища и обряды языческого богослужения древних славян по свидетельствам современным и преданиям (1846)
- Очерк книгопечатания в Болгарии (1846)
- Исследования о языческом богослужении древних славян (1848)
- Мысли об истории русского языка (1849)
- Древние памятники русского письма (1861)
- Древние русские книги. Палеографический очерк (1864)
- Древние памятники письма и языка югозападных славян. (IX—XII вв.): Общее повременное обозрение с заметками о памятниках, доселе бывших неизвестным (1865)
- Древние глаголические памятники сравнительно с памятниками кириллицы (1866)
- Энциклопедическое введение в славянскую филологию (1876 – 1877)
- Материалы для словаря древнерусского языка по письменным памятникам”, изданные посмертно (1893 – 1912)